# Хей, Вирджиния
Вирджиния Робин Хей (англ. Virginia Robyn Hey; род. 19 июня 1952, Сидней, Австралия) — австралийская актриса и фотомодель. Известна ролью женщины-воина в австралийском фильме «Безумный Макс 2: Воин дороги» (1981) и как одна из девушек Бонда в «Искрах из глаз» (1987). Номинировалась на премию «Сатурн» за роль в австралийско-американском научно-фантастическом телесериале «На краю Вселенной».

## Биография
Вирджиния Хей родилась 19 июня 1952 года в городе Сидней, Австралия. Детство провела в Сиднее и Лондоне. В Сиднее посещала католическую школу Brigidine Catholic. В 1962 году в возрасте 10 лет вместе со своей семьёй переехала в Англию, где поступила в школу Rosary Priory в Лондоне. В 1965 вернулась в Австралию, где продолжила обучение в католической школе, а затем монастыре Loreto Convent. В 1971 году получила диплом по искусству в Kogragh Fine Arts College в Сиднее. Вместе с ней училась её мать Корил Хей, которой удалось завершить своё образование только в 60 лет.

### Карьера
С 1971 по 2003 год Вирджиния Хей активно работала моделью и актрисой как в Австралии, так и в Великобритании и США. Её карьера началась в 19 лет после того, как её пригласили на кастинг, на автобусной остановке в Сиднее. Фотографии Вирджинии появлялись на обложках журналов, а сама она снялась более чем в 50 рекламных роликах. Одна из самых известных: её работа в рекламе крема Oil of Olai, где она сыграла учительницу, которую один из учеников принимает за одноклассницу. Этот рекламный ролик транслировался на телевидении США в течение всех 1980-х.
В 1981 состоялся её дебют в кино в австралийском фильме о постапокалиптическом обществе «Безумный Макс 2: Воин дороги» с Мелом Гибсоном, где Хей исполнила одну из ролей первого плана.
В 1980-х и 1990-х годах последовали роли в ряде австралийских мыльных операх «Заключенный», «Соседи», «Е-стрит» и «Пасифик-Драйв» и небольшие эпизоды в американских телесериалах «Миссия невыполнима», «Бухта дельфина» и «Флиппер». Среди её киноработ фильме бондианы «Искры из глаз» с Тимоти Далтоном, австралийском фильме «Сигнал один» с Кристофером Аткинсом и британском фильме «Потерпевшие кораблекрушение» с Оливером Ридом и Аланом Аркином.
С 1996 по 1998, помимо съёмок в кино, Вирджиния работала стилистом в агентстве "Mari Vendrame agency" и редактором по моде в журналах "Bride To Be и For Me".
В 1998 актриса получила приглашение на одну из главных ролей в научно-фантастическом телесериале «На краю Вселенной», съёмки которого проходили в её родном городе Сиднее. За роль Заан — инопланетного разумного растения — Вирджиния Хей в 2000 году получила номинацию на премию Американской ассоциации научной фантастики и фэнтези, а в 2002 была награждена австралийской телевизионной премией Logie как лучшая актриса года. Однако в 2001 году проблемы со здоровьем из-за сложного грима заставили её покинуть сериал. Позже она вновь появилась в нём как приглашённая актриса.
В 2001 году Вирджиния приняла решение переехать в Лос-Анджелес, где открыла собственную фирму White Flower Lei по производству свечей и аксессуаров, и вела собственный курс обучения медитации. После получения американского гражданства в 2003 году поселилась в городе Форт-Майерс в штате Флорида.

### Личная жизнь
У Вирджинии Хей три брата и одна сестра: Аррон, Питер, Грэхем и Лоррейн.
В 21 год вышла замуж в Великобритании, но её брак продлился лишь шесть месяцев.  В 1980-х была помолвлена с фронтменом австралийской группы INXS Майком Хатчинсом, а также встречалась с бас-гитаристом Джоном Тейлором из группы Duran Duran, с которым играла в британском телесериале «Тихий час».

## Фильмография
- 2014 — Рик и Морти / Rick and Morty ( анимационный сериал, эпизод «Воспитание Газорпазорпа»/ Raising Gazorpazorp») — газорпианка, озвучка
- 1999—2002 — На краю Вселенной / Farscape (телесериал, 1—3 сезон) — Па’У Зото Заан
- 1999 — Игровая комната / Game Room — доктор Грета Дэвис
- 1998 — Все святые / All Saints (телесериал, эпизод «Yesterday’s News») — Джоанна
- 1997 — Домой и в путь / Home and Aways (телесериал, эпизоды 1.2238 и 1.2239) — Джиллиан
- 1997 — Рёв / Roar (телесериал, пилотный эпизод) — королева Уна
- 1996 — Пасифик-Драйв / Pacific Drive (телесериал) — Марго Хейс
- 1996 — Флиппер / Flipper (телесериал, эпизод «Pearl Maker») — Адамс
- 1994 — Сигнал один / Signal One — Тони
- 1993 — Райский берег / Paradise Beach (телесериал) — Вэл Стерлинг
- 1989 — Бухта Дельфина / Dolphin Cove (телесериал) — Элисон Митчелл
- 1988 — Одержимость: вкус страха / Pathos — segreta inquietudine — Диана
- 1988—1989 — E-стрит / E Street (телесериал) — Дженнифер Сент-Джеймс
- 1988 — Миссия невыполнима / Mission: Impossible (телесериал, эпизод «The Killer») — Даниэлла
- 1987 — Искры из глаз / The Living Daylights — Рубавич
- 1987 — Вьетнам, до востребования / Vietnam (мини-сериал) — журналистка
- 1986 — Потерпевшие кораблекрушение / Castaway — Дженис
- 1986—1987 — Соседи / Neighbours (телесериал) — Бет Трэверс
- 1985 — Муссолини / Mussolini: The Untold Story (мини-сериал) — любовница
- 1985 — Безумный как Фокс / Crazy Like a Fox (телесериал, эпизод) — шпионка
- 1985 — Тихий час / Timeslip (телесериал) — Дженни Лейн
- 1985 — Big Deal (телесериал, эпизод «Popping Across the Pond») — девушка, продающая билеты
- 1984 — Заключённый / Prisoner (телесериал) — Ли Темплер
- 1983 — Возвращение неукротимого капитана / The Return of Captain Invincible — Лотти
- 1982 — Норман любит Роуз / Norman Loves Rose — подружка
- 1981 — Безумный Макс 2: Воин дороги / Mad Max 2: The Road Warrior — женщина-воин

## Награды и номинации

### Награды
- 2001 — Logie — Лучшая актриса — Па’У Зото Заан в телесериале «На краю Вселенной»

### Номинации
- 2000 — Сатурн — Лучшая телевизионная актриса второго плана — Па’У Зото Заан в телесериале «На краю Вселенной»

В 2008 году сайт UGO Entertainment включил в список «50 самых горячих женщин в научной фантастике» (англ. Hottest Sci-Fi Girls) два сыгранных Вирджинией Хей персонажа — Заан (32-е место) и женщину-воина из фильма «Безумный Макс 2: Воин дороги» (45-е место).